# Callas (Var)
Callas ist eine französische Gemeinde mit 2.069 Einwohnern (Stand 1. Januar 2022) im Département Var in der Region Provence-Alpes-Côte d’Azur. Sie gehört zum Arrondissement Draguignan und ist Mitglied im Gemeindeverband Dracénie Provence Verdon Agglomération. Die Bewohner werden Callassiens und Callassiennes genannt.
Die Gemeinde erhielt 2023 die Auszeichnung „Zwei Blumen“, die vom Conseil national des villes et villages fleuris (CNVVF) im Rahmen des jährlichen Wettbewerbs der blumengeschmückten Städte und Dörfer verliehen wird.

## Geographie
Callas liegt in der Provence in einer ausgeprägt voralpinen Landschaft etwa acht Kilometer nordöstlich von Draguignan, etwa 32 Kilometer von Grasse und etwa 25 Kilometer von der Küste entfernt an der Flanke eines Hanges. Das Gemeindegebiet wird vom Fluss Endre durchquert, an der östlichen Grenze mündet dessen Zufluss Claviers.
Umgeben wird Callas von den neun Nachbargemeinden:
| Montferrat | Bargemon                                    | Claviers Seillans   |
| Figanières | Kompassrose, die auf Nachbargemeinden zeigt | Saint-Paul-en-Forêt |
|            | La Motte, Le Muy                            | Bagnols-en-Forêt    |

## Geschichte
Schon bevor die Römer sich in Pennafort niederließen, war das Gebiet um Callas von keltisch-ligurischen Stämmen besiedelt.
Im Jahr 1030 wurde der Ort als Calars erwähnt. Im 15. und 16. Jahrhundert war Callas Lehen der Familie von Pontevès, nach der Ermordung von Jean-Baptiste de Pontevès durch die Bevölkerung der Gemeinde, unterstand Callas direkt dem König.
Der Heilige Auxilius, Bischof von Fréjus im 5. Jahrhundert, soll auf dem Hügel begraben sein, auf dem heute die nach ihm benannte Kapelle steht. Im 17. Jahrhundert wurde er Schutzpatron der Pfarrei Callas.

## Sehenswürdigkeiten
Callas ist ein malerischer Ort, der sich in Hanglage an einem Hügel emporreckt und von den Ruinen der alten Burg überragt wird. Im Ort entdeckt man Straßen mit Kopfsteinpflastern, überwölbte Gassen und Passagen, schöne Toreingänge und Innenhöfe. Die Häuser in Callas haben bereits den Charakter der provenzalischen Voralpen: schmale, hohe Fassaden mit Vordächern und Scheunen in den oberen Geschossen.
- Von der Burg aus dem 13. Jahrhundert sind nur noch wenige Reste übrig geblieben. Es stehen noch einzelne Mauern und der Bergfried.
- Die Kirche Notre-Dame-de-l’Assomption ist zwischen dem 13. und 17. Jahrhundert erbaut worden. Ihr Glockenturm mit seiner schmiedeeisernen Spitze stammt aus dem Jahr 1623.
- Die Schlucht Gorges de Pennafort liegt wenige Kilometer entfernt.
- Die zerstörte Kapelle Chapelle de la Trinité wurde jüngst wiederaufgebaut. Sie ist seit 1974 als Monument historique eingeschrieben.

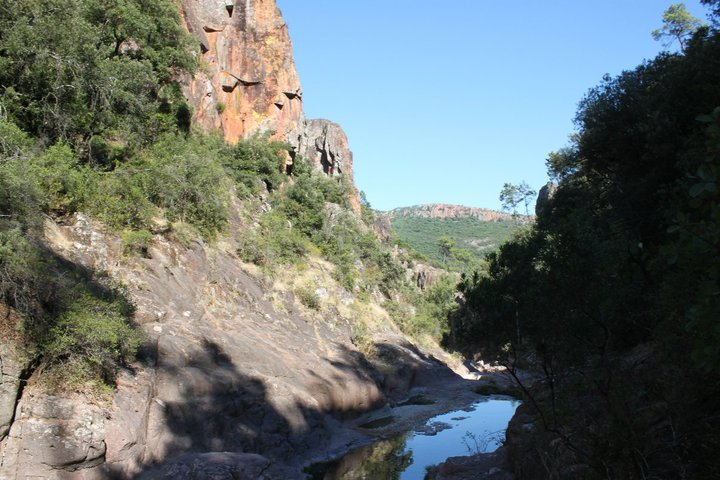
Gorges de Pennafort
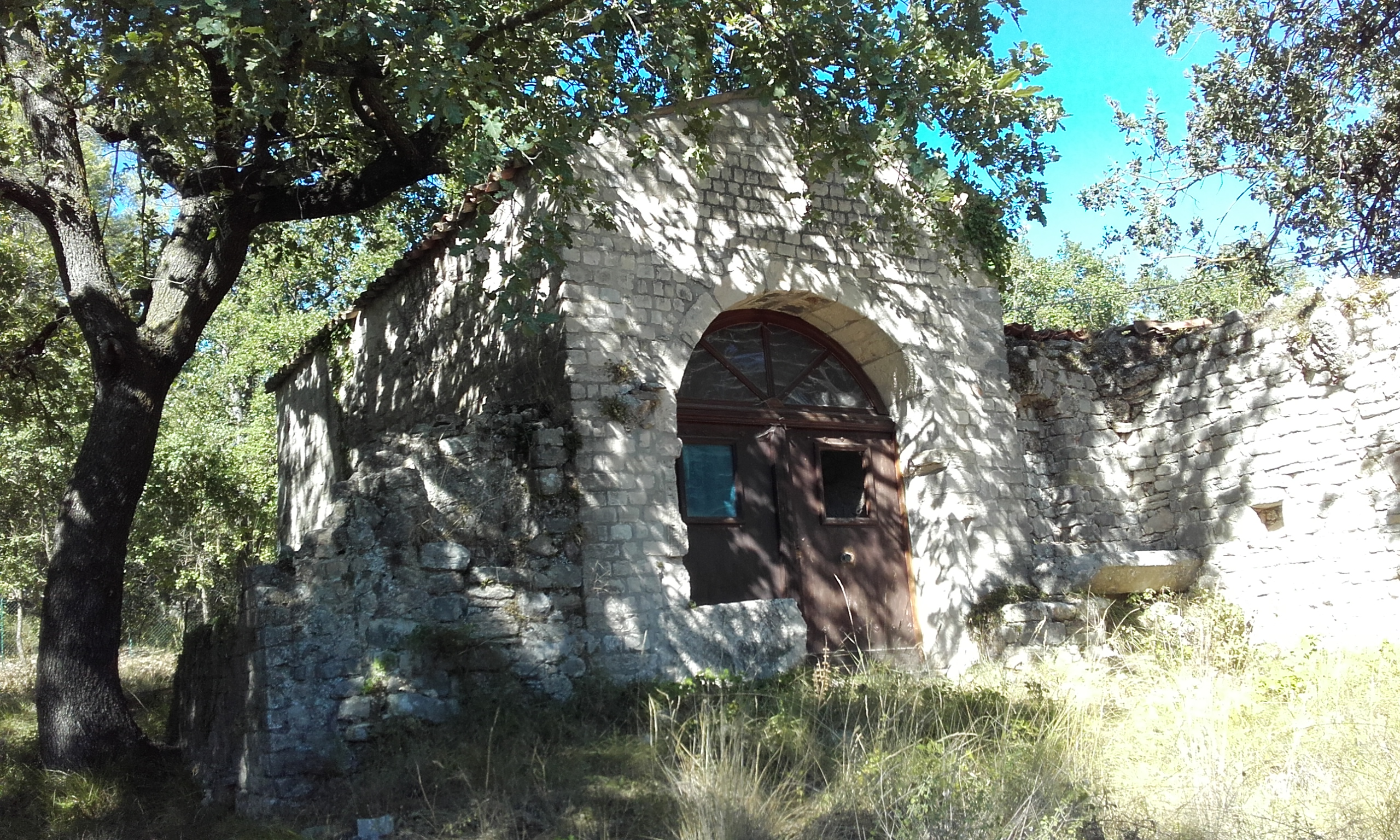
Kapelle de la Trinité
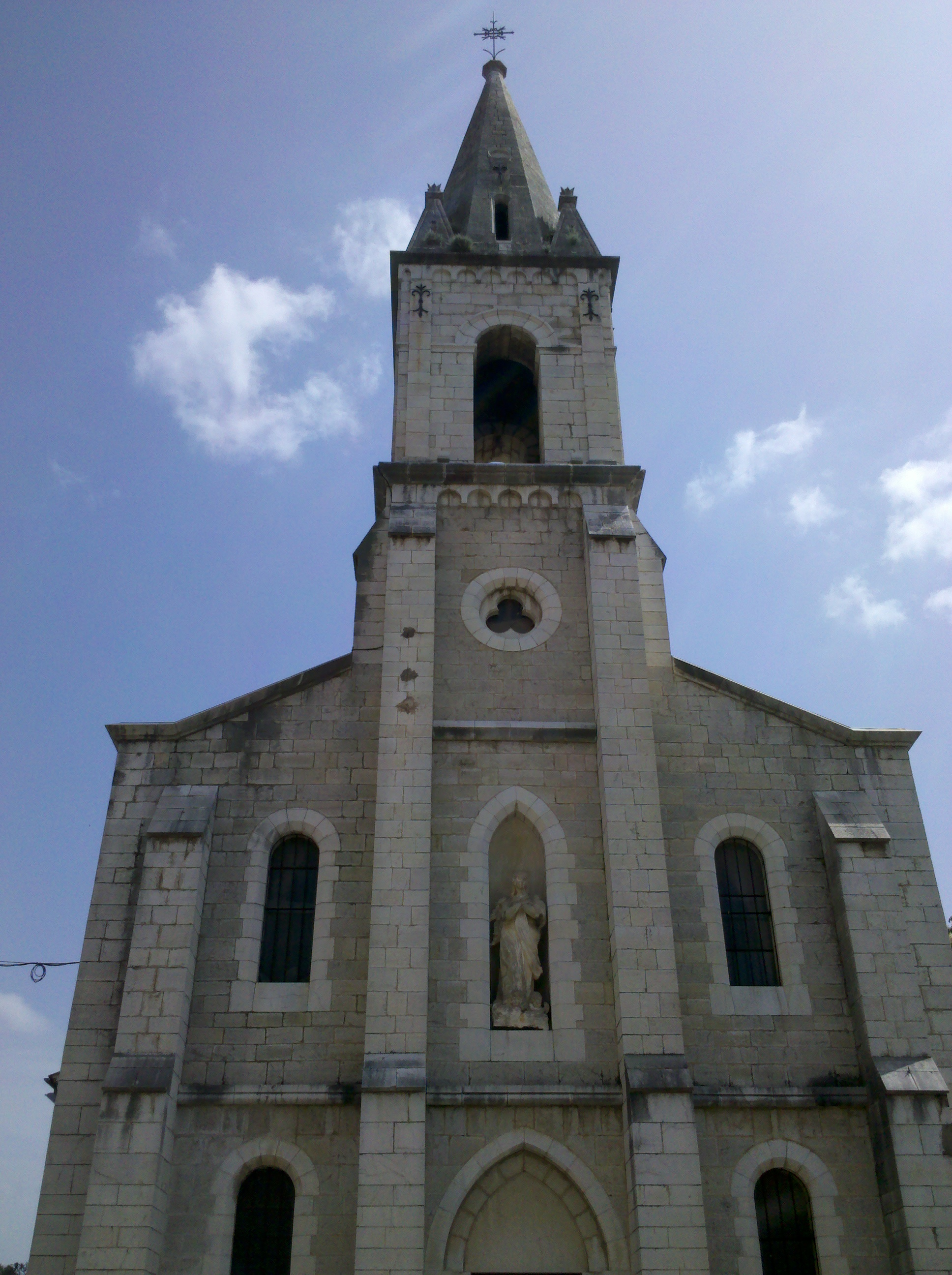
Kirche Notre-Dame-de-l’Assomption